# Chiara Massini
Chiara Massini (* 1971 in Rom) ist eine italienische Cembalistin.
Massini lernte Klavier am Konservatorium Ottorino Respighi in Rom und studierte Musikwissenschaft an der Universität La Sapienza.
Anschließend absolvierte sie Meisterkurse am Mozarteum Salzburg und konzentrierte sich auf Alte Musik. An der Universität für Musik und darstellende Kunst Wien studierte sie Cembalo und Generalbass bei Gordon Murray.
Massini spielte als Solistin und Kammermusikerin bei Festivals und Konzertreihen in Europa und Übersee. Daneben machte sie Aufnahmen für mehrere Rundfunkgesellschaften und ist Mitglied des Barock-Kammermusikquartetts Le Carillon.

## Diskografie
- Toccata, Passacaglia, Partita. G. Frescobaldi, G. Muffat, J.J. Froberger, J.S. Bach 2003
- Goldberg Variationen. J.S. Bach 2006
- J.S. Bach - Harpsichord Music. 2013